# Dan Levy
Daniel Joseph Levy (nacido el 9 de agosto de 1983), más conocido como Dan Levy es un actor, escritor y productor canadiense. Nacido en Toronto de padres Eugene Levy y Deborah Divine, comenzó su carrera como presentador de televisión en MTV Canadá. Recibió prominencia internacional y elogios de la crítica por interpretar a David Rose en la comedia de situación de CBC Schitt's Creek (2015-2020), que cocreó con su padre y coprotagonizó con él y su hermana, Sarah Levy.
Por producir, escribir, dirigir y actuar en la temporada final de Schitt's Creek, Levy se convirtió en la primera persona en ganar un premio Primetime Emmy en las cuatro disciplinas principales en un solo año. Su trabajo en el programa también le valió cuatro Canadian Screen Awards de 18 nominaciones, entre otros reconocimientos.

## Primeros años
Levy nació en Toronto, Ontario. Asistió a la escuela secundaria en el North Toronto Collegiate Institute y luego se dedicó a la producción cinematográfica en la Universidad de York y la Universidad de Ryerson.
Su padre es judío y su madre es protestante. Levy tuvo un bar mitzvah. La familia celebra tanto la Navidad como Hanukkah.

## Carrera

### 2006-2012: primeros trabajos

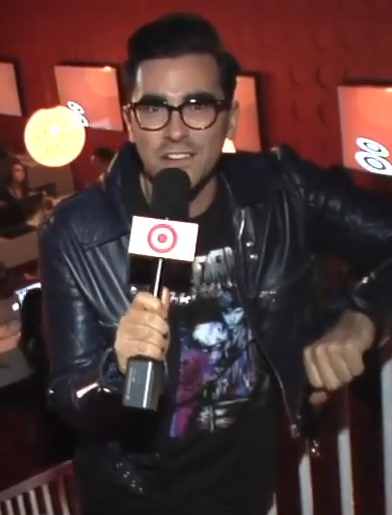
Impuesto en 2012

Levy comenzó su carrera como uno de los siete coanfitriones originales de la ya desaparecida serie insignia de MTV Canadá, MTV Live. Obtuvo prominencia como coanfitrión (con Jessi Cruickshank) de The After Show de MTV Canadá y sus diversas encarnaciones, como The Hills: The After Show y The City: Live After Show. Los programas también se transmitieron ocasionalmente en los Estados Unidos.
Después de la cancelación de The After Show y la partida de Cruickshank, Levy escribió, produjo y protagonizó su propio Especial de Navidad para MTV, Holi-Do's & Don'ts de Daniel Levy; y coanfitrión de la alfombra roja de los MTV Movie Awards, el pre-show de X-Factor y la cobertura nacional de los Juegos Olímpicos de Invierno de Vancouver 2010 para CTV (también corrió un tramo del relevo de la antorcha olímpica). Dejó MTV Canadá en 2011 después de cinco años con la cadena.
Como actor, ha aparecido en un arco narrativo de cuatro episodios de la serie de televisión canadiense degrassi: The Next Generation, que se estrenó como una película para televisión llamada Degrassi Goes Hollywood. En su arco de Degrassi, interpretó a un productor de cine que contrata a Paige Michalchuk como protagonista en una nueva película dirigida por el actor Jason Mewes. También apareció en el thriller Cyberstalker de 2012 y en la película de comedia dramática Admission de 2013, protagonizada por Tina Fey y Paul Rudd.

### 2015-2020:Schitt's Creek
En 2015, Levy formó Not a Real Company Productions (con su padre Eugene Levy y los directores Andrew Barnsley y Fred Levy). Su primer proyecto fue un piloto de televisión con CBC, que resultó en Schitt's Creek. Levy también protagonizó la serie junto a su padre, su hermana Sarah Levy, Catherine O'Hara, Annie Murphy y Chris Elliott. Es la primera serie de televisión de Not a Real Company Productions. Levy ha hablado públicamente sobre la representación de la pansexualidad de su personaje, diciendo: "Creo que en ciertas partes de Estados Unidos, la ambigüedad sexual de David era un gran signo de interrogación. (Pero) eran temas como ese los que encuentro bastante emocionantes".
Por su trabajo en Schitt's Creek, Levy ha sido nominado a numerosos premios, incluidos varios Canadian Screen Awards por escritura y actuación, ganando los premios a Mejor serie de comedia, Mejor escritura en un programa o serie de comedia en 2016 y Mejor serie de comedia en 2019. En 2019, la serie fue nominada al premio Primetime Emmy a la mejor serie de comedia. En marzo de 2019, Levy anunció que la serie se renovó por una sexta y última temporada y dijo que la decisión de finalizar la serie después de la sexta temporada en sus propios términos creativos fue un "privilegio raro".
En julio de 2017, se anunció que Levy presentaría The Great Canadian Baking Show con Julia Chan, que se estrenó el 1 de noviembre en CBC. La controversia surgió cuando John Doyle de The Globe and Mail criticó el primer episodio del programa en una reseña el 30 de octubre de 2017. En la reseña se incluyó una crítica de la "feyness" de Levy mientras actuaba como presentador y una broma que insinuaba el nepotismo en CBC. Si bien reconoció la importancia de las críticas en los medios, Levy calificó el uso de la palabra "feyness" como "ofensivo, irresponsable y homofóbico". La editora pública del Globe, Sylvia Stead, publicó un comunicado el 9 de noviembre explicando que "el Sr. Doyle no sabía que el Sr. Levy era gay y usó el término para referirse a la preciosidad". También reconoció que, a pesar de que el diccionario no define "fey" como un insulto, "necesitamos entender no solo el contexto de las palabras, sino también cómo evolucionan y cómo son vistas por comunidades que pueden ser justamente sensibles a una variedad de significados". Levy y Chan regresaron como anfitriones de la segunda temporada de la serie, que se estrenó en septiembre de 2018. En marzo de 2019, Levy anunció a través de Twitter que él y Chan no regresarían como presentadores de la tercera temporada de la serie, citando conflictos de programación.
En mayo de 2019, fue el orador principal en el festival gastronómico anual de The Infatuation, EEEEEATSCON.
En junio de 2019, para conmemorar el 50 aniversario de los disturbios de Stonewall que provocaron el inicio del movimiento moderno por los derechos LGBTQ, Queerty lo nombró uno de los "individuos pioneros de Pride50 que aseguran activamente que la sociedad siga avanzando hacia la igualdad, la aceptación y la dignidad de todas las personas queer".
En enero de 2020, él y su padre, Eugene Levy, fueron anfitriones invitados de The Ellen DeGeneres Show, reemplazando a Ellen mientras ella se tomaba un día libre. Hicieron muchas de las actividades habituales de los anfitriones, incluida la entrevista a los miembros del elenco de Schitt's Creek, Catherine O'Hara y Annie Murphy.
En julio de 2020, Schitt's Creek fue nominado a 15 premios Primetime Emmy por su última temporada, y Levy ganó Mejor serie de comedia, Mejor actor de reparto - Serie de comedia, Mejor guion - Serie de comedia y Mejor dirección - Serie de comedia. Se convirtió en la primera serie de comedia en ganar las cuatro categorías principales de actuación en un solo año, la primera serie de comedia o drama en ganar los siete premios principales en un solo año y la comedia más premiada en un solo año, superando al récord de The Marvelous Mrs. Marsel. Levy también se convirtió en la primera persona en ganar un premio en las cuatro disciplinas principales en un solo año.

### 2020-presente: carrera posteriora Schitt's Creek
En agosto de 2020, Levy se inscribió y comenzó a promover el curso masivo abierto en línea (MOOC) a su propio ritmo de 12 semanas, "Indigenous Canada", organizado por la Dra. Tracy Bear (Montreal Lake First Nation) y el Dr. Paul Gareau (Métis y francocanadiense) de la Universidad de Alberta. Levy también organizó doce entrevistas en vivo con los instructores del curso y oradores invitados semanales para discutir temas relacionados con cada uno de los 12 módulos del curso. Levy dijo en un tuit el 15 de noviembre de 2020 que las discusiones semanales fueron "nada menos que transformadoras". Levy también alentó a los seguidores y participantes del curso a donar a la Facultad de Estudios Indígenas de la Universidad de Alberta, la única facultad de este tipo en América del Norte, prometiendo igualar las donaciones hasta $25,000.
En septiembre de 2020, Levy protagonizó junto a Bette Midler, Kaitlyn Dever, Sarah Paulson e Issa Rae la película para televisión de HBO Coastal Elites. El proyecto se filmó de forma remota y se centró en la vida de cinco personas que atraviesan la pandemia de COVID-19.
El 6 de febrero de 2021, Levy presentó Saturday Night Live con la música nominada al Grammy Phoebe Bridgers como invitada musical.
En septiembre de 2019, Levy firmó un contrato de tres años con ABC Signature. En septiembre de 2021, se anunció que Levy había firmado un acuerdo general con Netflix para escribir y producir contenido con guion para cine y televisión.

## Vida personal
Levy divide su tiempo entre Toronto y Los Ángeles, mientras que ha dicho que Londres es su "ciudad favorita", después de haber vivido allí en 2005.
Anteriormente evitó etiquetar públicamente su orientación sexual, aunque en una entrevista de 2015 con Flare lo llamaron "miembro de la comunidad LGBT".  En una entrevista de 2020 con Andy Cohen, Levy dijo que es "obviamente gay" y ha estado fuera del armario desde que tenía 18 años.

## Filmografía

### Películas
| Año  | Título          | Papel                     | Notas                                  | Ref.   |
| ---- | --------------- | ------------------------- | -------------------------------------- | ------ |
| 2012 | Cyberstalker    | Jack Dayton / Unknown Man | Acreditado como Daniel Levy            | [ 49 ] |
| 2013 | Admission       | James                     | Acreditado como Daniel Joseph Levy     | [ 50 ] |
| 2014 | Stage Fright    | Entertainment Reporter    |                                        | [ 51 ] |
| 2017 | Robot Bullies   | Robot 1                   | Cortometraje                           | [ 52 ] |
| 2020 | Happiest Season | John                      |                                        | [ 53 ] |
| 2023 | Haunted Mansion | Vic                       |                                        |        |
| 2023 | Good Grief      | Marc Dreyfus              | También director, escritor y productor | [ 54 ] |
| 2025 | Animal Friends  |                           |                                        |        |

### Televisión
| Año       | Título                             | Papel                  | Notas                                                           | Ref.   |
| --------- | ---------------------------------- | ---------------------- | --------------------------------------------------------------- | ------ |
| 2006–2011 | MTV Live                           | Él mismo / presentador |                                                                 | [ 55 ] |
| 2006–2010 | The Hills: Live After Show         | Él mismo/ presentador  | También escritor y productor                                    | [ 56 ] |
| 2009      | Degrassi Goes Hollywood            | Robbie                 | Película de televisión                                          | [ 57 ] |
| 2010      | Daniel Levy's Holi-Do's & Don'ts   | Él mismo               | Especial de televisión; también escritor y productor            |        |
| 2015      | Canada's Smartest Person           | Himself / Judge        | Episodio #2.6                                                   | [ 58 ] |
| 2015–2020 | Schitt's Creek                     | David Rose             | 80 episodios; también cocreador, escritor, director y productor | [ 59 ] |
| 2017–2018 | The Great Canadian Baking Show     | Himself / Host         | 16 episodios                                                    | [ 60 ] |
| 2018      | Modern Family                      | Jonah                  | Episodio: "A Sketchy Area"                                      |        |
| 2019      | The Kacey Musgraves Christmas Show | Narrator               | Película de televisión                                          |        |
| 2020      | Dishmantled                        | Él mismo / juez        | Episodio: "Holy Schitt!"                                        | [ 61 ] |
| 2020      | Coastal Elites                     | Mark Hesterman         | Película de televisión                                          | [ 45 ] |
| 2021      | Saturday Night Live                | Él mismo / presentador | Episodio: "Dan Levy/Phoebe Bridgers"                            | [ 62 ] |
| 2021      | Q-Force                            | Chasten (voz)          | Episodio: "WeHo Confidential"                                   | [ 63 ] |
| 2022      | The Big Brunch                     | Él mismo / presentador | También creador y productor ejecutivo                           | [ 64 ] |
| 2023      | Sex Education                      | Mr. Molloy             | Temporada 4                                                     | [ 65 ] |
| 2023      | The Idol                           | Benjamin               | Secundario                                                      | [ 66 ] |